# وينثروب سارجنت جيلمان
وينثروب سارجنت جيلمان (بالإنجليزية: Winthrop Sargent Gilman)‏ هو مصرفي أمريكي، ولد في 28 مارس 1808 في مارييتا في الولايات المتحدة، وتوفي في 1 أكتوبر 1884 في باليسادس ‏ في الولايات المتحدة.